# Asturias (zenemű)
Az Asturias, alcímén Leyenda Isaac Albéniz 1892-ben megjelent, eredetileg G-moll hangnemű zongoradarabja. Gitáros feldolgozása világszerte ismert.
A mű az 1890-es évek elején keletkezett, valószínűleg Londonban, mivel a szerző ekkor ott élt. 1892-ben jelentette meg a Juan Bta. Pujol & Co. Barcelonában, ám ekkor még nem viselte ma ismert címét, a Chants d’ Espagne (Cantos de España, op. 232.) című háromrészes gyűjtemény prelúdiuma volt. Öt évvel később a gyűjteménynek már egy öttételes változata jelent meg, ez a darab abban is prelúdiumként szolgált. A szerző halála után, 1911-ben a német Hofmeister kiadta Albéniz egy korábbi munkájának, a Suite Españolának (op. 47.) az általa teljesnek nevezett változatát, a mű ebbe került be a nyolc közül ötödik szakaszként. Az Asturias cím és a Leyenda alcím ekkor jelent meg először, igaz, címével ellentétben a zenének nincs köze az asztúriai stílushoz, inkább a dél-spanyolországi Andalúzia népzenéjének és a flamencónak a hatásai figyelhetők meg benne. Ezt a Suite españolát 1886-ban már nyolctételes műként hirdették, de csak négy tétele jelent meg, a maradék négyet Hofmeister válogatta hozzá utólag a szerző korábbi műveiből, új, az eredeti Suitének megfelelő címekkel, így került bele az Asturias is.
Gitárra először Francisco Tárrega dolgozta át, méghozzá E-moll hangnemben. Az átdolgozást maga Albéniz is meghallgatta, és jó véleménnyel volt róla. Később Andrés Segovia feldolgozása vált a legismertebbé.